# Erzsébet Házy

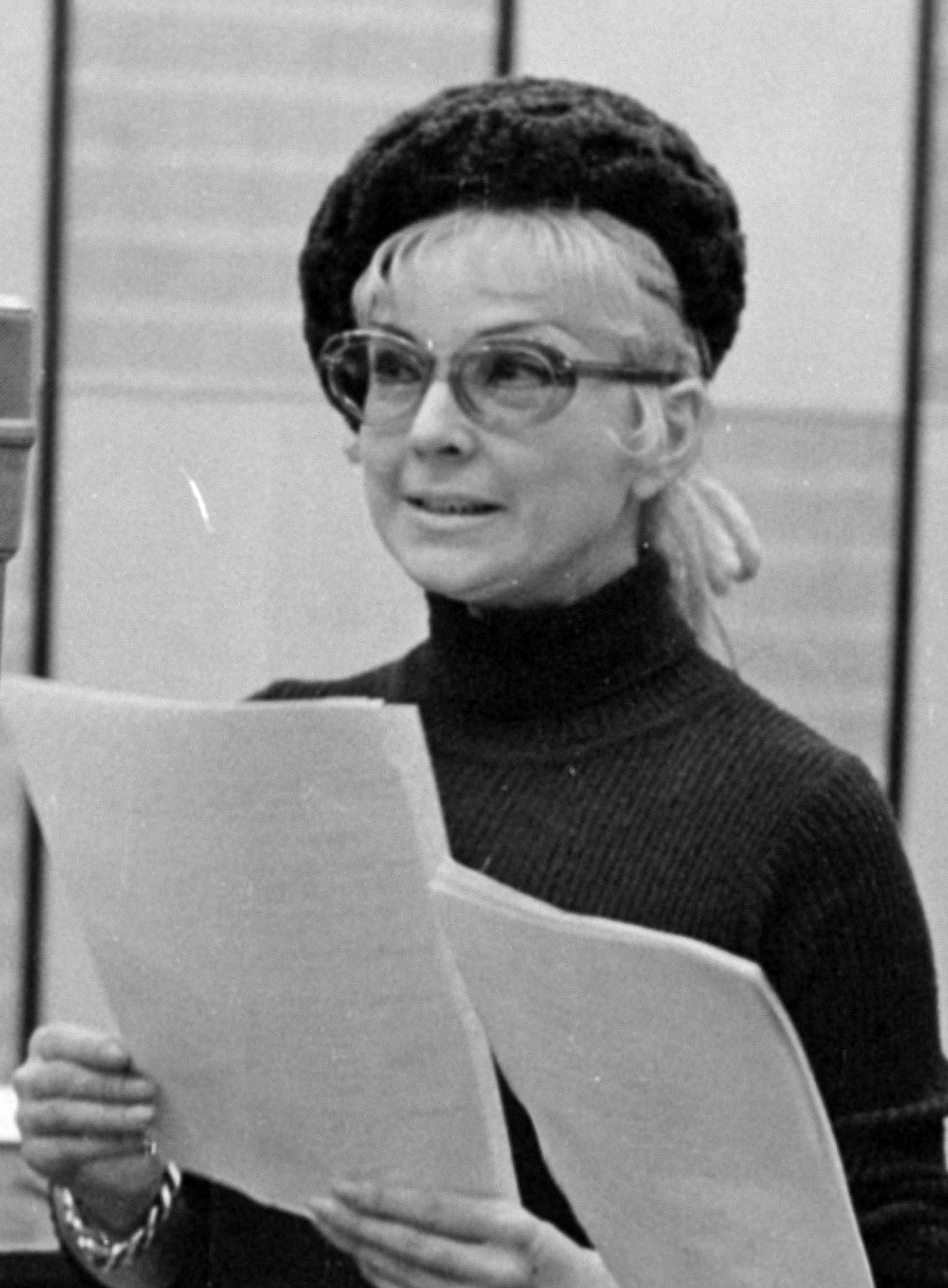
Erzsébet Házy (1973)

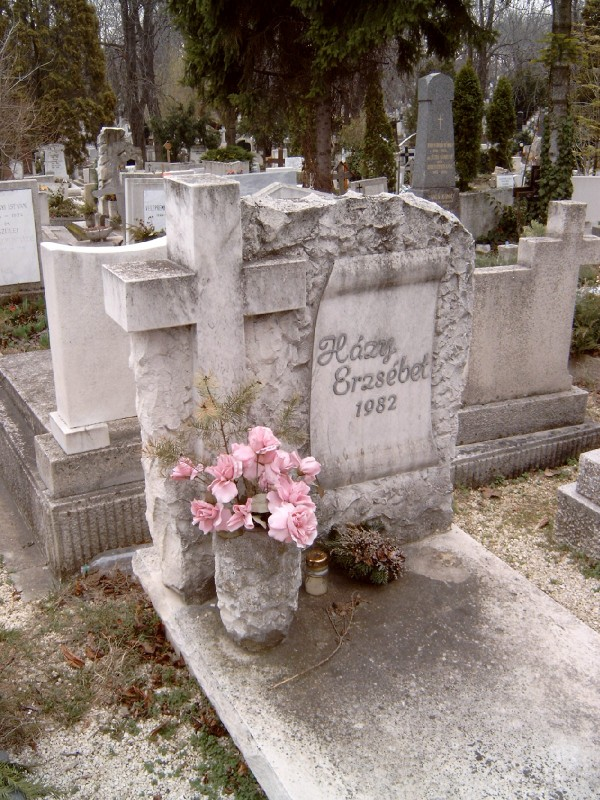
Grabstein von Erzsébet Házy

Erzsébet Házy (* 1. Oktober 1929 in Bratislava, Tschechoslowakei; † 24. November 1982 in Budapest, Ungarn) war eine ungarische Opernsängerin (Sopran).

## Leben
Ihre Gesangsausbildung erfuhr Házy am Nationalkonservatorium von Budapest bei Géza László. Bevor sie 1951 an die Ungarische Staatsoper kam, sang sie im Rundfunkchor von Magyar Rádió. Ihre erste Rolle an der Staatsoper war der Page Oscar in Un ballo in maschera von Giuseppe Verdi.
Auf der Opernbühne sang sie eine Vielzahl von Koloratur wie von lyrischen Partien in Opern von Mozart, Puccini, Donizetti, Debussy,  Tschaikowsky, Verdi, Wagner und R. Strauss, darunter den Cherubino in Figaros Hochzeit, die Norina im Don Pasquale, die Mimi in La Bohème und die Lisa in Pique Dame.

## Auszeichnungen
- 1963 erhielt sie den Liszt-Preis,
- 1970 den Kossuth-Preis.
- 1968 wurde sie zur Verdienten Künstlerin ernannt.
- 2015 wurde im IV. Budapester Bezirk die Straße Házy Erzsébet sétány[1] nach ihr benannt.

## Diskografie
- Der Zigeunerbaron, Rca Red S. (Sony Music)
- Gräfin Mariza, Philips
- Erzsébet Házy: Soprano Arias; Hungaroton HCD 31996
- Puccini: Manon Lescaut (Sung in Hungarian); HCD 12648-49
- Ábrahám, P.: Operettas; Ball at the Savoy; HCD 16886
- Kálmán, E.: A csárdás királynő – Die Csárdásfürstin (excerpts) HCD 16780
- Kálmán, Lehár: Operettrészletek – Operetta excerpts HCD16847
- Lehár, F.: Arany és ezüst – Gold and Silver (Das Land des Lächelns, Giuditta) (excerpts) HCD 16809
- Kálmán, E.: Cirkuszhercegnő/Cigányprímás – Die Zirkusprinzessin/Der Zigeunerprimas (excerpts) HCD 16876
- Lehár, F.: Luxemburg grófja / Der Graf von Luxemburg (excerpts) Cigányszerelem / Zigeunerliebe (excerpts) HCD 16877
- Zeller, C.: Vogelhändler (Der) / Millöcker, K.: Gräfin Dubarry; HCD 16583
- Szokolay, S.: Vernász (Blood Wedding); HCD 11262-63
- Simándy József operett-részleteket énekel / operetta excerpts HCD 16880
- Ilosfalvy, Róbert: Tenor Opera Arias; HCD 31762
- Bizet: Carmen (excerpts); (Frasquita) HCD 32026
- Fifty Years of Hungaroton Singers (1951–2001) HCD 32096-98

## Filmografie
- 1965: Der Zigeunerbaron
- 1973: Gräfin Mariza
- 1973: Budapester Nächte